# Gatorade
Gatorade é uma marca de bebidas isotônicas, atualmente uma divisão da PepsiCo, comercializada originalmente nos Estados Unidos e atualmente em mais de sessenta países.
A bebida foi formulada para ajudar a repor os líquidos e sais minerais perdidos com o suor e fornecer energia para os músculos em movimento, principalmente por sua composição conter água, carboidratos e sais minerais como sódio e potássio.
Por sua composição, o Gatorade pode trazer benefícios para qualquer pessoa saudável que pratique atividade física, independente da faixa etária. No entanto, pessoas com algum tipo de doença, diabetes ou hipertensão, por exemplo, devem ingeri-lo somente após orientação médica.

## Classificação e composição
Gatorade é considerado um repositor hidroeletrolítico que contém água, açúcar, sais eletrolíticos e sabores naturais e artificiais. Sua composição é similar à de um soro caseiro: água, açúcar e sal, além de aromatizantes e corantes que variam de acordo com o sabor. Essa composição é basicamente a mesma em todos os sabores, porém as doses de carboidratos, sódio e outras podem variar em função do sabor.
| Informação nutricional de Gatorade Porção de: 200ml (1 copo) | Informação nutricional de Gatorade Porção de: 200ml (1 copo) | Informação nutricional de Gatorade Porção de: 200ml (1 copo) |
| Quantidade por porção                                        | VD%                                                          |                                                              |
| Valor energético                                             | 48kcal = 200kJ                                               | 2                                                            |
| Carboidratos                                                 | 12g                                                          | 4                                                            |
| Sódio                                                        | 99mg                                                         | 4                                                            |
| Potássio                                                     | 28mg                                                         | ***                                                          |
| ------------------------------------------------------------ | ------------------------------------------------------------ | ------------------------------------------------------------ |

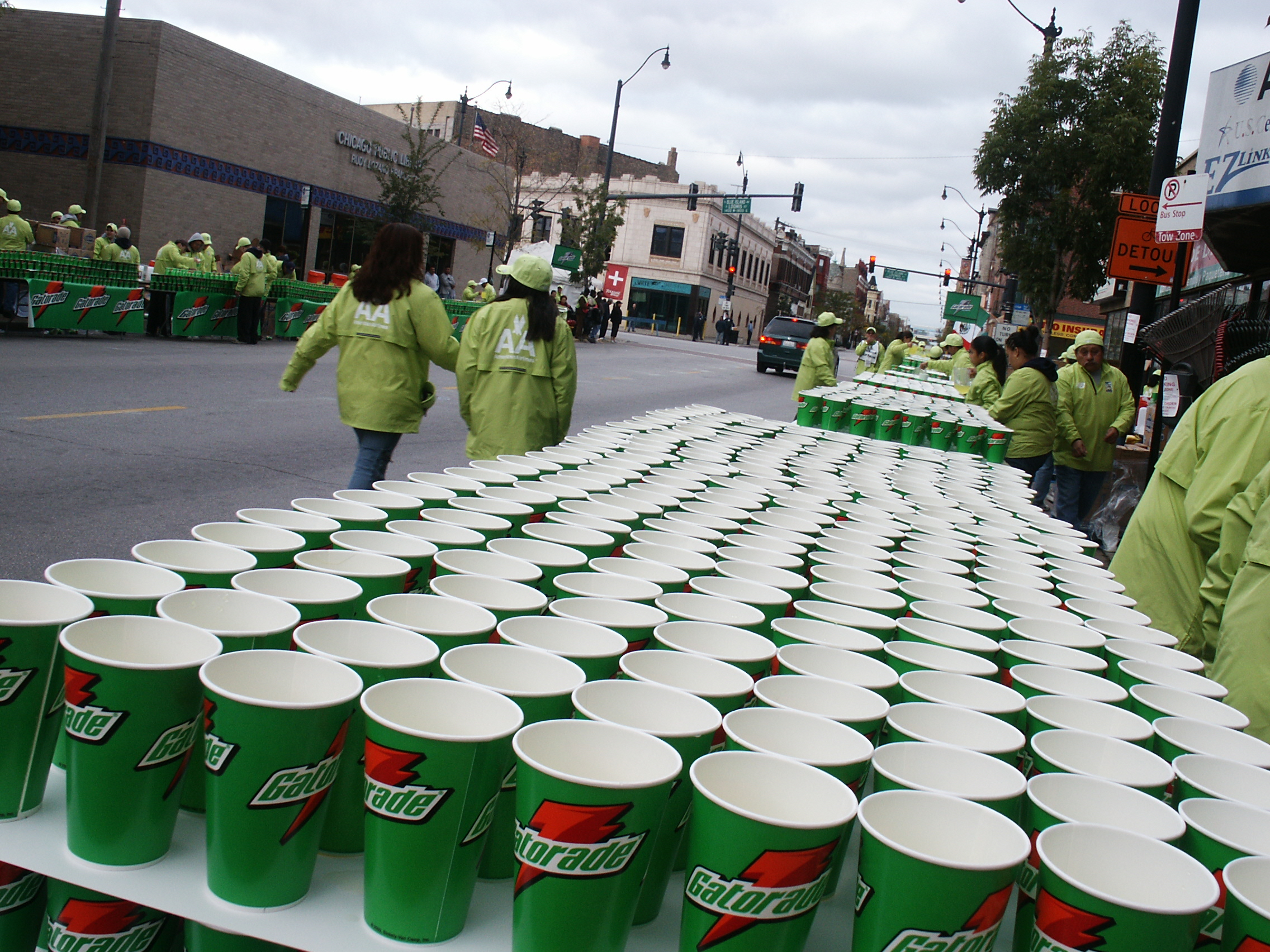
Copos com Gatorade em uma maratona.

A concentração de carboidratos da fórmula, cerca de 6%, tem o objetivo de facilitar o rápido esvaziamento gástrico, evitando a sensação de "estômago pesado", uma característica desejável para praticantes de atividade física.
A bebida atende à definição da ANVISA (Agência Nacional de Vigilância Sanitária) e do FDA (Food and Drug Administration) como "produto com baixo teor de sódio". O sabor adocicado de sua fórmula não vem de edulcorantes, mas sim dos carboidratos que contém. A fórmula de Gatorade não inclui conservantes.

## História
Gatorade foi criado em 1965 por 4 médicos pesquisadores da Universidade da Flórida: Robert Cade, Dana Shires, Harry James Free e Alejandro de Quesada. Isso aconteceu porque o técnico da equipe de Futebol americano da universidade (Os Florida Gators), Ray Graves, estava frustrado com o desempenho dos atletas de sua equipe durante jogos no verão. Ele pediu uma solução à equipe do Dr. Cade, que passou a trabalhar no desenvolvimento de uma bebida para a hidratação dos atletas.

### Testes
A fórmula experimental desenvolvida pela equipe do dr. Cade foi testada pela primeira vez num jogo de futebol americano dos Baby Gators, a equipe de calouros dos Florida Gators, da Universidade da Flórida, em 1 de outubro de 1965, contra a equipe B da universidade. Os Baby Gators, que passaram o jogo inteiro hidratando-se com a nova bebida, venceram o jogo contra a equipa B, que não tinha a bebida.
No dia seguinte, foi a vez de testar a bebida com o time principal da universidade. Num jogo contra o favorito LSU Tigers, os Florida Gators venceram por 14 a 7.

### Origem do nome
A mistura original de água, sais e carboidratos desenvolvida pela equipe do dr. Cade tinha um sabor pouco agradável. Durante os testes com os Florida Gators, para torná-la mais saborosa, os pesquisadores misturaram a bebida com suco de limão. O nome Gatorade surgiu da junção de Gators e da palavra lemonade (limonada), designando a "limonada dos Gators". O nome passou, posteriormente, a ser usado na comercialização da bebida, associando seu desempenho ao do time de futebol americano que utilizava o produto.

## Gatorade no Brasil
Juntamente com a Itália, o Brasil foi um dos dois primeiros mercados internacionais de Gatorade. A bebida foi lançada no País em 1988, com o slogan "A bebida número um para os atletas". Gatorade foi lançado nos mercados de São Paulo, Rio de Janeiro e Minas Gerais. Atualmente, a bebida é comercializada e distribuída pela AmBev em todo o País, nos sabores Limão, Maracujá, Uva, Laranja, Morango e Maracujá, Tangerina, Frutas Cítricas, Cool Blue (framboesa) e Açaí com Guaraná.

### Atuação da marca
Gatorade é a bebida oficial de equipes de futebol como Botafogo, Flamengo,Santos, São Paulo,Cruzeiro, Palmeiras, Grêmio, Paysandu e Bahia. A marca também patrocina a Super Liga de Vôlei, além de maratonas e um grande número de organizações esportivas profissionais e universitárias, disponibilizando o produto aos atletas e ajudando na hidratação das equipes.

## Lançamentos recentes no mercado brasileiro

### Nova garrafa
Em 2005, a tradicional garrafa de vidro disponível desde a entrada da marca no Brasil em 1988 foi substituída por uma garrafa plástica de 500 ml, mais adequada ao contexto de consumo do produto.
Em 2009, a embalagem passou pela sua primeira reestilização completa. A partir de junho deste ano, o produto passou a ser comercializado em uma garrafa redesenhada, fabricada com menos plástico do que a versão anterior e com um formato que permite uma melhor empunhadura, facilitando o consumo durante as atividades físicas.

### Propel Hydractive
Também em 2009, a marca Gatorade lançou no Brasil uma nova bebida esportiva chamada Propel Hydractive. O produto é destinado a pessoas que praticam atividades físicas de baixa intensidade, como pilates, ioga, caminhada e alongamento.
Propel Hydractive não contém calorias e inclui vitaminas do complexo B e vitamina E. O produto é vendido em garrafas com bico esportivo de 500 ml nos sabores Limão, Tangerina-Laranja e Kiwi-Morango.

## Gatorade e Pesquisa
Desde o início da sua comercialização, a comunicação de Gatorade dá forte destaque ao envolvimento e preocupação da marca com pesquisas científicas, e em como isso se traduz na evolução dos seus produtos.
Com isso em mente, a Gatorade Company criou o GSSI (Gatorade Sports Science Institute), um instituto de pesquisa sem fins lucrativos, que publica estudos nas diversas áreas da ciência esportiva.

### GSSI
O Gatorade Sports Science Institute (GSSI) é um instituto de pesquisa criado em 1988 pela Gatorade Company. Segundo a empresa,  com o objetivo do instituto é de compartilhar informações e expandir os conhecimentos nas áreas de nutrição e ciências do esporte, além de contribuir para a saúde e performance dos atletas.
De acordo com o site oficial do GSSI, mais de 100.000 profissionais ligados às áreas de medicina, nutrição e esporte recebem as publicações da instituição em mais de 140 países.